# Mistral-Klasse
| French Navy Ensign                | French Navy Ensign |
| --------------------------------- | --- |
|                                   | |
| Technische Daten (Mistral-Klasse) | |
| Wasserverdrängung                 | 16.500 t 21.300 t voll beladen |
| Länge                             | 199 m |
| Breite                            | 32 m |
| Tiefgang                          | 6,3 m |
| Antrieb                           | - 3 × Wärtsilä-Diesel 16 V32 (3 × 6,2 MW) - 1 × Wärtsilä-Vasa-Hilfsdiesel 18V200 (3 MW) - 2 × Rolls-Royce-Mermaïd-Elektromotoren (2 × 7 MW) - 2 × 5-Blatt-Schrauben - 2 × Propellergondeln |
| Geschwindigkeit                   | 18,5 kn |
| Reichweite                        | 10.800 sm bei 18 kn 19.800 sm bei 15 kn |
| Besatzung                         | 160 Mann Besatzung und 450 Mann Truppen bzw. 900 Mann kurzzeitig, 150 Mann Stabspersonal                                                                                                   |
| Bewaffnung                        | - 2 × 30-mm-Maschinenkanonen - 2 × Simbad-Luftabwehrraketen-Starter - 4 × 12,7-mm-MG |
| Radar und Sensoren                | - DRBN-38A Decca Bridgemaster-E250-Navigationsradar - MRR3D-NG Luft- und Oberflächensuchradar - 2 optische Feuerleitsysteme                                                                |
| Landungsboote                     | 4 Landungsboote oder 2 LCAC |
| Transportkapazität                | 59 Fahrzeuge inkl. 13 Leclerc-Panzer oder 40 Leclerc-Panzer |
| Hubschrauber                      | 16 × 10-t-Hubschrauber (Eurocopter Tiger oder NH90) |

Die Mistral-Klasse ist eine Klasse konventionell betriebener Hubschrauberträger der französischen Marine. Sie bieten zusätzlich die Möglichkeit, über ein Welldeck amphibische Landungsoperationen durchzuführen und haben für Führungsfunktionen zusätzliche räumliche und technische Kapazitäten. Bislang wurden fünf Exemplare gebaut, drei davon für die französische Marine selbst – das Typschiff Mistral (L9013), die Tonnerre (L9014) und die Dixmude (L9015). Die Beschaffung eines weiteren Schiffes ist geplant.

## Entwicklung
1997 startete die staatliche DCNS (damals noch DCN) die ersten Studien. Die Planung sah deutlich potentere Schiffe vor als die zu ersetzenden je zwei Einheiten der Foudre- und der Ouragan-Klasse. Dies war Ausdruck eines neuen nationalen Concept national des opérations amphibies, das Ende 2010 Teil einer größeren European Amphibious Initiative wurde. Die Entwürfe liefen damals noch unter dem Namen Bâtiment d’Intervention Polyvalent (BIP) und sahen Verdrängungen zwischen 8.000 und 19.000 Tonnen vor. Letzterer, BIP-19, wurde weiter entwickelt und bildete so die Grundlage des heute als Bâtiment de Projection et de Commandement (BPC) bezeichneten Schiffstyps.
Zunächst wurden zwei Schiffe beauftragt, wobei der Bau von Sektionen nach Danzig an die Stocznia Wisła vergeben wurde und die Endmontage und Ausrüstung bei Chantiers de l’Atlantique in Saint-Nazaire erfolgte.
Das dritte Schiff Dixmude wurde einige Jahre später beauftragt und wurde ausschließlich in Frankreich gebaut. Ein viertes Schiff ist als Ersatz des Docklandungsschiffs Siroco der Foudre-Klasse weiterhin in der Planung, der Etat wurde wiederholt verschoben. Weitere Einheiten für den Export sollen folgen.
Ab Ende 2015 sollten die Schiffe, angefangen mit der Dixmude (Mistral 2016 und Tonnerre 2017) modernisiert werden.

## Technik

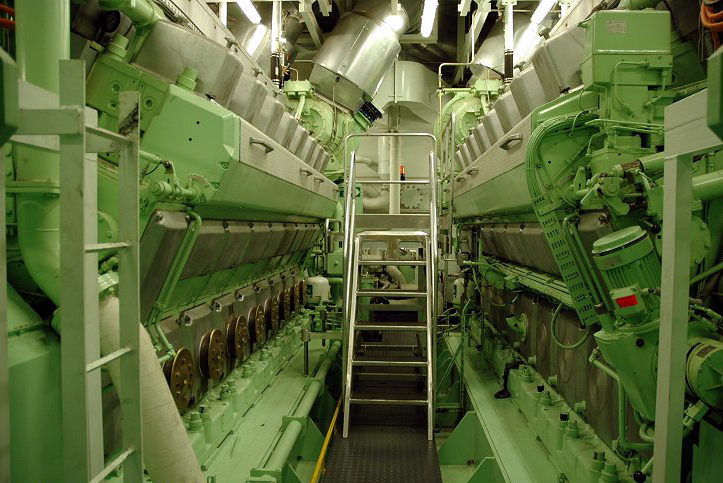
Wärtsilä-16-V32-Dieselmotoren der Mistral

### Antrieb
Als Antrieb dient eine Kombination aus drei Wärtsilä-Dieselmotoren (16 V32) mit je 6,2 MW und einem Wärtsilä-Vasa-Hilfsdieselmotor 18V200 mit 3 MW. Die erzeugte Energie wird durch zwei Elektromotoren mit je 7 MW auf Fünfblattpropeller in den Propellergondeln geleitet.

### Elektronik
Die Schiffe der Mistral-Klasse können auch als Kommandoschiffe genutzt werden. An Bord befindet sich ein 850 m² großes Kommandozentrum für bis zu 150 Personen. Die Informationen der Schiffssensoren werden im SENIT-System zusammengeführt. Die Entwicklung des SENIT-Systems führte auch zu Verzögerungen bei der Einführung der Mistral-Klasse. SENIT 9 basiert auf einem Thales-3D-MRR3D-NG-Multifunktionsradar, das im C-Band arbeitet und IFF-fähig ist. Der Datenaustausch ist in den NATO-kompatiblen Formaten Link 11, Link 16 und Link 22 möglich.
Zur Kommunikation wird das Syracuse-System benutzt, das auf den französischen Syracuse-3-A- und Syracuse-3-B-Kommunikationssatelliten basiert.

### Bewaffnung
Die Bewaffnung besteht aus zwei Doppelstartern Simbad für die Luftabwehrrakete Mistral, zwei Maschinenkanonen (MK) vom Typ Mauser Breda 30 mm sowie vier 12,7-mm-Maschinengewehren. Zukünftig sollen die beiden manuellen Simbad-Starter gegen automatische Tetral-Vierfach-Starter ausgetauscht werden.
Beginnend mit der Dixmude ersetzten ab 2016 zwei ferngesteuerte Waffenstationen Nexter Systems NARWHAL 20B die manuell zu bedienenden 30-mm-MK Mauser Breda.

### Bordhubschrauber
Das Flugdeck ist 6400 m² groß und verfügt über sechs Landepunkte für Bordhubschrauber, einer davon für mittelschwere Hubschrauber wie CH-53. Zur Unterstützung bei Starts und Landungen sind ein DRBN-38A-Decca-Bridgemaster-E250-Landeradar und zusätzlich ein optisches Landesystem im Einsatz.
Das Flugdeck ist durch zwei Aufzüge mit dem 1800 m² großen Hangardeck verbunden. Die Aufzüge haben eine Tragfähigkeit von 13 Tonnen und sind 225 m² (achtern) und 125 m² (hinter den Inselaufbauten an Steuerbord) groß. Im Hangardeck sind 16 Stellplätze für Hubschrauber vorhanden und es gibt einen Wartungsbereich mit einem Deckenkran. Laut dem ersten Kapitän der Mistral finden auf dem Flugdeck und im Hangardeck bis zu 30 Hubschrauber Platz.

### Landungsboote

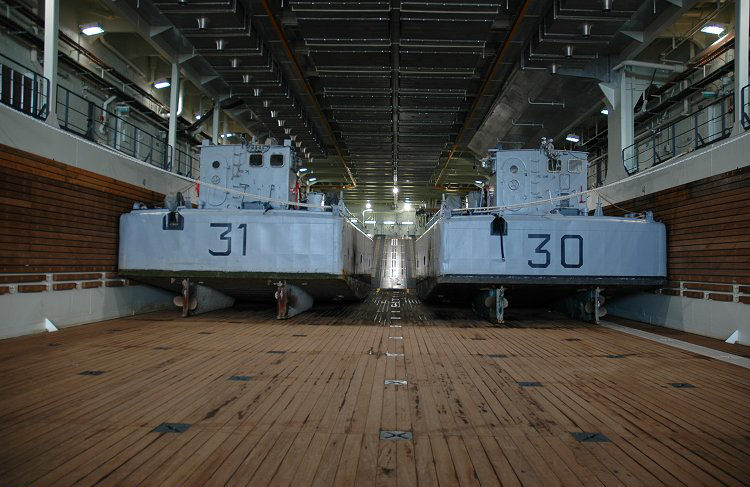
Welldeck

Das Welldeck ist 885 m² groß und kann entweder vier Landungsboote oder zwei LCAC-Luftkissenlandungsboote aufnehmen. Als Laderaum für Fahrzeuge steht das 1650 m² große Fahrzeugdeck zur Verfügung, dort können eine Kompanie mit 13 Leclerc-Kampfpanzern sowie 46 andere Fahrzeuge, oder ein Bataillon mit 40 Leclercs geladen werden.
Die Bestellung von acht EDA-R-Katamaran-Landungsbooten für den Einsatz von Schiffen der Mistral-Klasse ist vorgesehen.

### Unterkünfte
Die 15 Offiziere haben Einzelkabinen, höhere Unteroffiziersdienstgrade Doppelkabinen und Mannschaften und Truppen leben in 4er- oder 6er-Kabinen. Durch die Nutzung von Propellergondeln sind in den Unterkünften keine Leitungen und Maschinen vorhanden. Laut Aussage von Admiral Mark Fitzgerald ist auf Schiffen der US-Marine die dreifache Anzahl von Personen auf vergleichbarem Platz untergebracht.
An Bord befindet sich in 20 Räumen ein Sanitätsbereich mit 69 Betten, ein Röntgenraum sowie zwei Operationssäle. Die Kapazität kann durch zusätzliche Container im Hangarbereich um 50 Betten vergrößert werden. Durch Einsatz eines Telemedizinsystems können auch komplexe Verletzungen behandelt werden.

## Export

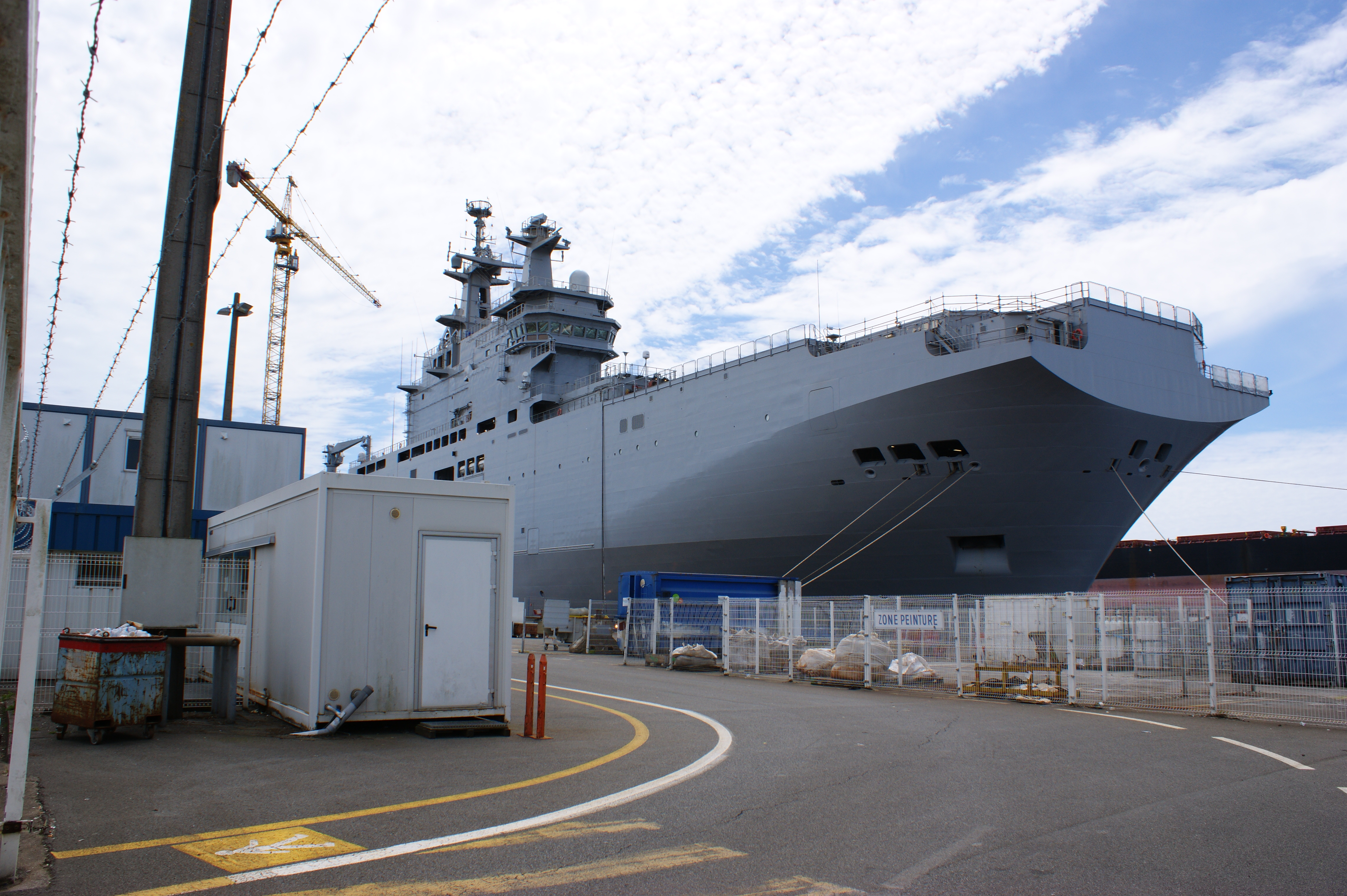
Die ursprünglich für den Export nach Russland bestimmte Wladiwostok

Die zur Ausfuhr bestimmten Schiffe unterscheiden sich in vielen Bereichen von den Einheiten der Marine nationale.

### Bestellung für die russische Marine
Ende Dezember 2008, nur wenige Monate nach dem Georgienkrieg, hatte die Führung der russischen Marine unterstrichen, dass man für den Sieg in Georgien nicht 26 Stunden, sondern nur 20 Minuten gebraucht hätte, wenn man ein Schiff vom Typ Mistral gehabt hätte. Verhandlungen mit Russland über den Verkauf von Mistral-Schiffen rechtfertigte der damalige französische Staatspräsident Nicolas Sarkozy mit den Worten: „Der kalte Krieg ist vorbei. […] Man muss Russland als ein befreundetes Land betrachten und zusammen darüber nachdenken, eine weite Sicherheits- und Wohlstandszone zu schaffen.“
Am 8. Februar 2010 wurde ein erster Vertrag über ein Schiff der Mistral-Klasse für die russische Marine unterschrieben, mit der Option zum Bau weiterer Schiffe in Lizenz. Sie sollen mit bis zu 30 Kampfhubschraubern vom Typ Kamow Ka-52K und Kamow Ka-29 ausgerüstet werden. Lettland, seit der NATO-Osterweiterung (März 2004) NATO-Mitglied, forderte daraufhin strengere EU-Regeln für Waffenexporte und wurde von mehreren osteuropäischen Ländern unterstützt. Am 17. Juni 2011 wurde auf dem Internationalen Wirtschaftsforum in Sankt Petersburg der endgültige Vertrag über den Verkauf von vier Schiffen der Mistral-Klasse an die russische Marine besiegelt. Zwei Schiffe sollten demnach in Frankreich, zwei weitere in Russland gebaut werden. Der verabredete Kaufpreis für die ersten beiden Schiffe belief sich auf 1,2 Milliarden Euro. Damit waren 1000 französische Arbeitskräfte vier Jahre ausgelastet. Das erste Schiff, die Wladiwostok, wurde im Herbst 2014 in Saint-Nazaire fertiggestellt.
Technische Unterschiede zu den französischen Schiffen betrafen ein eisgeschütztes Flugdeck, die Unterstützungsausrüstung für russisches Gerät und ein gemeinsam von DCNS und ihren russischen Partnern Inteltech und Mars Agat entwickeltes Führungssystem. Auch bei der Bewaffnung gab es Unterschiede.
Nach einem Bericht des deutschen TV-Magazins Frontal21 (ZDF) trainierten im März 2014 russische Seeleute an Bord, um die Wladiwostok für die Fahrt nach St. Petersburg übernehmen zu können. Das Schwesterschiff Sewastopol sollte in Russland zu Ende gebaut werden (Stapellauf war am 20. November 2014). Deutschlands Kanzlerin Angela Merkel und der britische Premierminister David Cameron riefen nach dem Abschuss des malaysischen Passagierflugzeugs in der Ostukraine Frankreich dazu auf, keine Mistral-Schiffe an die Russische Föderation zu liefern. Es sei erforderlich, den Export ungeachtet dessen einzustellen, dass der jetzige Sanktionsmodus das gestattet. Die Wladiwostok sollte am 14. November 2014 übergeben werden, aber der Termin wurde von Frankreich abgesagt.
Russland kündigte an, von Frankreich gerichtlich Konventionalstrafen einzufordern, sollte das Schiff nicht bis Ende November 2014 abgeliefert werden; nach Hollandes Absage reagierte es zunächst zurückhaltend. Etwa 400 Seeleute der Russischen Marine befanden sich zu diesem Zeitpunkt zur Ausbildung in Frankreich.
Der das Geschäft eingegangene Ex-Staatspräsident Nicolas Sarkozy sprach sich für eine Übergabe der beiden Schiffe an Russland aus.
Im Juli 2015 meldete RIA Nowosti unter Berufung auf Wladimir Koschin, Berater des russischen Präsidenten, dass man sich mit Frankreich auf die Aufhebung des Kaufvertrages geeinigt habe. Die weitere Verwendung der Schiffe waren zum damaligen Zeitpunkt ungeklärt. Im August 2015 wurde der Vertrag durch ein Abkommen zwischen Hollande und Putin rückabgewickelt. Russland erhielt 950 Mio. Euro: Neben den bereits bezahlten 785 Mio. Euro hatte Russland zusätzliche Kosten von 1,1 Milliarden Euro geltend gemacht, welche die Schulung von 400 Seeleuten, den Bau der Infrastruktur in Wladiwostok zur Stationierung der Schiffe und die Arbeiten für den Bau von vier Ka-52K-Helikoptern umfassten. Russische Ausrüstung, die bereits auf den Schiffen eingebaut war, wurde im September durch russische Spezialisten demontiert. Eine Konventionalstrafe sei nicht vereinbart gewesen, so der französische Präsident Hollande.
Da die Wladiwostok der russischen Pazifikflotte zugeführt werden sollte, bedeutete die französische Exportentscheidung für die Vereinigten Staaten, die vorab schon Bedenken gegen den französisch-russischen Bauvertrag geäußert hatte, im Pazifik eine wenn auch geringe Belastung. Das Schiff hätte von den Einsatzmöglichkeiten her, insbesondere im Bereich der Katastrophenhilfe, ein Gegengewicht zur Dominanz der US-Pazifikflotte im westlichen Pazifik herstellen können, die primäre militärische Funktion wäre jedoch die einer zusätzlichen Truppenverlagerungskapazität auf die Kurilen geworden.

### Interessenten und Verkauf an Ägypten
Weitere Länder wie Südafrika, Kanada und Deutschland hatten laut der französischen Rüstungsagentur Interesse an den ehemals für Russland bestimmten beiden Schiffen der Mistral-Klasse gezeigt. Auch Japan und Südkorea wurden als mögliche Käufer genannt, eine offizielle Anfrage gab es offenbar nicht. Mitte 2014 soll die EU ebenfalls eine Nutzung erwogen haben. Nach französischen Angaben von Anfang August 2015 erhielt Frankreich nach Rückzahlung der Vertragssumme die volle Verfügungsgewalt über die beiden Schiffe. Russischen Angaben von Ende August 2015 zufolge bedurfte ein Export der beiden Schiffe jedoch der Genehmigung der russischen Regierung.
Die beiden für Russland vorgesehenen Schiffe wurden schließlich an Ägypten verkauft. Am 2. Juni 2016 wurde die BPC Gamal Abdel Nasser, am 16. September 2016 die Anwar al-Sadat abgeliefert. Ägypten will die zwei Schiffe mit bis zu 46 Ka-52-Hubschraubern aus russischer Produktion ausrüsten. Drei davon, in der Version Ka-52 „Alligator“, wurden bereits 2017 geliefert, die anderen 43 werden davon abweichend in der Version Ka-52K „Katran“ geliefert.

## Einheiten
Frankreich
| Kennung | Name     | Kiellegung      | Stapellauf         | Indienststellung  | Rufzeichen |
| ------- | -------- | --------------- | ------------------ | ----------------- | ---------- |
| L9013   | Mistral  | 10. Juli 2003   | 6. Oktober 2004    | 18. Dezember 2005 | FAMI       |
| L9014   | Tonnerre | 26. August 2003 | 26. Juli 2005      | 1. August 2007    | FATO       |
| L9015   | Dixmude  | 20. Januar 2010 | 17. September 2010 | 12. März 2012     | FADX       |

 Ägypten
| Kennung | Name                                | Kiellegung      | Stapellauf        | Ablieferung        | Rufzeichen |
| ------- | ----------------------------------- | --------------- | ----------------- | ------------------ | ---------- |
| 1010    | Gamal Abdel Nasser (ex-Wladiwostok) | 1. Februar 2012 | 15. Oktober 2013  | 2. Juni 2016       | SUAJ       |
| 1020    | Anwar al-Sadat (ex-Sewastopol)      | 18. Juni 2013   | 20. November 2014 | 16. September 2016 |            |